# Nigeria's Next Top Model
Nigeria's Next Top Model è un reality show nigeriano, basato sul format statunitense America's Next Top Model.
Dopo Ghana's Next Top Model è il secondo programma africano della serie Top Model.

## Edizioni
| Edizioni | Messa in onda  | Vincitrice          | Seconda arrivata     | Altre concorrenti | Numero di concorrenti | Destinazione internazionale |
| -------- | -------------- | ------------------- | -------------------- | --- | --------------------- | --------------------------- |
| 1        | 27 aprile 2007 | Olabimitan Adeyinka | Peace Blessing Oyibo | Olaide Aremu, Adaora Ilobi, Sarah Erhabor, Antoniette Adesina, Folake Abosede Ayobolu, Dabota Lawson, Annette Onaolapo, Tolu Faleti, Ivie Omoregie, Asari Mabel Usang, Ugochi Chiladzo Ogodo, Ivie Okhions | 15                    | Londra                      |